# Brett Steven
Brett Andrew Steven (Auckland, 27 de abril de 1969) é um ex-tenista profissional neo-zelandês.
Brett Steven foi semifinalista de Grand Slam em duplas.